# Eucallia
Eucallia boussingaultii es una especie de coleóptero adéfago de la familia Carabidae. Es el único miembro del género monotípico Eucallia.